# Espen Christensen
Espen Heggli Christensen (født 17. juni 1985) er en norsk håndboldspiller, som spiller for OV Helsingborg og det norske landshold.
Han konkurrerede ved det europæiske mesterskab for mænd i håndbold i 2016.